# Yorkshire South (circonscription du Parlement européen)
Yorkshire South était une circonscription du Parlement européen couvrant la majeure partie du Yorkshire du Sud en Angleterre.
Avant l’adoption uniforme de la représentation proportionnelle en 1999, le Royaume-Uni utilisait le système uninominal à un tour pour les élections européennes en Angleterre, en Écosse et au pays de Galles. Les conscriptions du Parlement européen utilisées dans ce système étaient plus petites que les circonscriptions régionales les plus récentes et ne comptaient chacune qu'un seul membre au Parlement européen.
La région a ensuite été incluse dans la circonscription du Parlement européen du Yorkshire et Humber, qui était représentée par sept membres en 1999-2004 et six à partir de 2004.

## Limites
1979–1984: Barnsley; Dearne Valley; Doncaster; Don Valley; Penistone; Rotherham; Rother Valley.
1984–1999: Barnsley Central; Barnsley East; Doncaster Central; Doncaster North; Don Valley; Rotherham; Rother Valley; Wentworth.

## Membre du Parlement européen
| Élection                    | Élection | Portrait | Membre       | Parti        |
| --------------------------- | -------- | -------- | ------------ | ------------ |
|                             | 1979     |          | Brian Key    | Travailliste |
|                             | 1984     |          | Norman West  | Travailliste |
|                             | 1998     |          | Linda McAvan | Travailliste |
| 1999 circonscription abolie |          |          |              |              |

## Résultats des élections
Les candidats élus sont indiqués en gras.
| Parti         | Parti                                  | Candidat          | Voix    | %    | ± |
| ------------- | -------------------------------------- | ----------------- | ------- | ---- | - |
|               | Travailliste                           | Brian Key         | 83,490  | 58,3 | ' |
|               | Conservateur                           | M. N. F. Robinson | 46,656  | 32,6 |   |
|               | Liberal                                | W. P. Capstick    | 13,025  | 9,1  |   |
| Majorité      | Majorité                               | Majorité          | 36,834  | 25,7 |   |
| Participation | Participation                          | Participation     | 143,171 | 27,0 |   |
|               | Travailliste vainqueur (nouveau siège) |                   |         |      |   |

| Parti         | Parti                | Candidat             | Voix    | %    | ±     |
| ------------- | -------------------- | -------------------- | ------- | ---- | ----- |
|               | Travailliste         | Norman West          | 98,020  | 66,4 | +8.1  |
|               | Conservateur         | R. P. N. Pockley     | 30,271  | 20,5 | –12.1 |
|               | Social Démocratique  | D. Eden              | 19,306  | 13,1 | +4.0  |
| Majorité      | Majorité             | Majorité             | 67,749  | 45,9 | +20.2 |
| Participation | Participation        | Participation        | 147,597 | 28,6 | +1.6  |
|               | Travailliste retenir | Travailliste retenir | Swing   |      |       |

| Parti         | Parti                | Candidat             | Voix    | %    | ±     |
| ------------- | -------------------- | -------------------- | ------- | ---- | ----- |
|               | Travailliste         | Norman West          | 121,060 | 69,4 | +3.0  |
|               | Conservateur         | James Clappison      | 29,276  | 16,8 | –3.7  |
|               | Green                | A. J. Grace          | 19,063  | 10,9 | New   |
|               | SLD                  | B. J. Boulton        | 5,039   | 2,9  | –10.2 |
| Majorité      | Majorité             | Majorité             | 91,784  | 52,6 | +6.7  |
| Participation | Participation        | Participation        | 174,438 | 33,5 | +4.9  |
|               | Travailliste retenir | Travailliste retenir | Swing   |      |       |

| Parti         | Parti                | Candidat             | Voix    | %    | ±    |
| ------------- | -------------------- | -------------------- | ------- | ---- | ---- |
|               | Travailliste         | Norman West          | 109,004 | 72,7 | +3.3 |
|               | Conservateur         | J. L. Howard         | 20,695  | 13,0 | –3.8 |
|               | Libéral Démocrate    | C. Roderick          | 11,798  | 7,9  | +5.0 |
|               | UKIP                 | Peter Davies         | 3,948   | 2,6  | New  |
|               | Green                | J. H. Waters         | 3,775   | 2,5  | –8.4 |
|               | Natural Law          | N. J. Broome         | 681     | 0,5  | New  |
| Majorité      | Majorité             | Majorité             | 88,309  | 58,9 | +6.3 |
| Participation | Participation        | Participation        | 149,901 | 28,6 | –4.9 |
|               | Travailliste retenir | Travailliste retenir | Swing   |      |      |

| Parti         | Parti                | Candidat             | Voix    | %    | ±     |
| ------------- | -------------------- | -------------------- | ------- | ---- | ----- |
|               | Travailliste         | Linda McAvan         | 62,275  | 52,2 | –20.5 |
|               | Libéral Démocrate    | Diana Wallis         | 22,051  | 18,5 | +10.6 |
|               | Conservateur         | Robert Goodwill      | 21,085  | 17,7 | +4.7  |
|               | UKIP                 | Peter Davies         | 13,830  | 11,6 | +9.0  |
| Majorité      | Majorité             | Majorité             | 40,224  | 33,7 | –25.2 |
| Participation | Participation        | Participation        | 119,241 | 23,4 | –5.2  |
|               | Travailliste retenir | Travailliste retenir | Swing   |      |       |